# Skeletocutis australis
Skeletocutis australis är en svampart som beskrevs av Rajchenb. 1988. Skeletocutis australis ingår i släktet Skeletocutis och familjen Polyporaceae.   Inga underarter finns listade i Catalogue of Life.